# Балтійська залізниця
Балтійська залізниця (рос. дореф. Балтійская желѣзная дорога) — залізниця в Петербурзькій та Естляндській губерніях Російської імперії, побудована в 1868—1870 роках, пов'язувала Петербург і Миколаївську залізницю з естляндськими портами Ревель і Балтійський Порт[⇨]. За первісним задумом мала будуватися як державна, але через відсутність інтересу як імператора, так і кабінету міністрів, побудована на приватні кошти з правом володіння на 85 років[⇨]. На початковому етапі існування товариство дороги також викупило Петергофську залізницю, побудовану в 1850-х.
Дорога мала важливе військово-стратегічне і транспортне значення, тому 1893 року викуплена державною скарбницею і об'єднана в управлінні з Псково-Ризькою, а 1907 року, разом із Петербурзько-Варшавською, об'єднана Балтійська з Псково-Ризькою увійшла до складу Північно-Західних залізниць.

## Історія

### Передумови
Будівництво 1836 року першої в Росії залізниці між Санкт-Петербургом і Царським Селом дала старт запеклим дискусіям у Російському суспільстві про можливу роль цього виду транспорту в державі. Прихильники масового залізничного будівництва говорили про очевидні переваги прогресу та можливість швидко транспортувати як цивільні, так і військові вантажі по всій країні, а противники висували тези про настільки ж очевидну дорожнечу будівництва, а також прогнозували зміну політичного та економічного балансу в країні та світі і навіть можливе безробіття. Запропонований 1845 року бароном фон Штигліцем проєкт товарної залізниці від Санкт-Петербурга до Нарви був відхилений урядом і не знайшов підтримки приватних інвесторів.
Барон не відмовився від своїх планів і в 1853—1857 роках на свої кошти збудував залізницю від Санкт-Петербурга до Петергофа, призначену для потреб багатих дачників. Подібна курортно-розважальна спрямованість дороги позначилася, наприклад, на вокзалах — кожен з них будували за індивідуальним проєктом і був швидше не вокзалом у сучасному розумінні, а розважальним закладом: у будинках відкривали буфети, ресторани, театри, невеликі концертні зали і навіть оранжереї. Проєкт виявився вкрай успішним, про що свідчить практично негайне будівництво в 1858—1859 роках відгалуження від Лігово в Красне Село і продовження в 1860—1862 роках лінії до Оранієнбаума.
Все це дозволило нагромадити досвід будівництва залізниць і значну кількість фахівців, що дозволило після перегляду в 1860-х роках ставлення уряду до цього виду транспорту негайно розпочати будівництво багатьох великих проєктів.

### Підготовка будівництва
1863 року до столиці приїхав представник естляндського дворянства Олександр фон Курсель із проєктом статуту товариства Балтійської залізниці. У будівництві магістралі планували взяти участь кілька іноземних банкірів і вони сподівалися на державні гарантії, зокрема на компенсайію 5 % витрат. При цьому було названо розрахункову вартість будівництва — 73 240 рублів на версту. Проєкт відхилено найвищою резолюцією через високу ціну і неможливість дати державну гарантію. У лютому 1865 року фон Курсель повторно звернувся до Міністерства шляхів сполучення з проєктом дороги та запевненням, що необхідний капітал (26 000 000 рублів сріблом) буде зібрано. Також він просив найвищого затвердження проєкту. У липні найвищий дозвіл було надано за умови внесення частини цієї суми як застави протягом трьох місяців, але до кінця року фон Курсель доповів про неможливість утворення товариства. 1866 року барон Олександр Пален подав аналогічне прохання до ради міністрів, але добився лише дозволу на будівництво дороги без будь-яких гарантій від уряду.
23 квітня (5 травня) 1868 року губернатор прибалтійських губерній Альбединський подав клопотання про будівництво дороги втретє, але й його відхилили, оскільки Балтійська залізниця не входила до найвище затвердженого списку необхідних державі шляхів сполучення і взагалі видачу концесій припинили. Найвище затвердження концесії на будівництво дороги було отримано лише 10 (22) серпня. Того ж дня фон Пален представив до кабінету міністрів проєкт дороги довжиною 377 верст і досяг його схвалення. Тоді особи, зацікавлені в будівництві, заснували Товариство Балтійської залізниці зі статутним капіталом 26 390 000 рублів, зібрати які естляндське губернське дворянство зобов'язалось за 8 місяців. Перші збори товариства відбулися 28 листопада (10 грудня) 1868 року і на них підписано угоду з банкіром Е. М. Меєром, який узяв на себе всі витрати. У грудні того ж року замовлено перший рухомий склад: 16 пасажирських, 10 багажних і 800 товарних вагонів.
Статут утвореного Товариства імператор затвердив 13 (25) листопада 1870 року, коли будівництво дороги вже завершилося. Згідно зі статутом, товариство могло володіти дорогою протягом 85 років, рахуючи від моменту відкриття руху, проте через 20 років після закінчення будівництва уряд міг викупити дорогу до скарбниці. На весь 85-річний термін було встановлено урядову гарантію забезпечення доходу на акції 3 % річних.
Початкову розмітку траси майбутньої залізниці зроблено 1862 року до подання першого прохання до кабінету міністрів. За затвердженим проєктом, залізниця планувалася до прокладання від Балтійського порту через Ревель і Гатчину до станції Тосно Миколаївської дороги. Останнє було необхідним, оскільки планувався значний вантажопотік із Миколаївської дороги, що йде з центральних губерній імперії.

### Будівництво
У травні 1869 року під керівництвом Р. В. Штенгеля розпочато земляні роботи, в яких брали участь 7000 землекопів та 150 000 возів, а станційні будівлі зводили понад 1000 теслярів і каменярів. 80 % із 6018 тих, що працювали в Естонії, були приїжджими. Завдяки такому докладенню сил та коштів, до зупинки будівництва на зимовий сезон на початку листопада того ж року практично всі земляні роботи було завершено. А до вересня 1870 року будівництво було завершено і магістраль була готова до запуску руху. 15—17 (27—29) вересня дорогу оглянула урядова комісія, яка визнала високу якість робіт і рекомендувала дорогу до запуску після усунення деяких недоліків, переважно не критичних. Було вкладено 416 км залізничного полотна, наведено 151 міст та побудовано 21 станцію, між якими вздовж шляхів прокладено телеграфну лінію. 24 жовтня (5 листопада) 1870 року лінію відкрито для руху, а 5 (17) листопада на станції Нарва відбулося урочисте відкриття, до якого зі Санкт-Петербурга та Ревеля направили два потяги.
Вже на кінець 1870 середня швидкість руху становила 35 верст на годину, так що шлях від Петербурга до Ревеля займав приблизно 12 годин. Основними вантажами на дорозі були зерно, борошно, деревина та кора, перевозилися також спирт і рейки. На кінець 1871 року дорога мала 389,64 версти (415,67 км) шляху, серед яких були головний шлях від Гатчини до Ревеля, під'їзна гілка від Гатчини до Тосно, під'їзна гілка від станції Балтійської дороги до станції Гатчина Варшавської дороги та кінна залізниця від станції Ревель до Ревельського порту, невдовзі перероблена під паровозний рух. Усі мости та труби, крім опор мостів через річки Луга та Нарва, були споруджені для одного шляху, на Нарві та Лузі встановлено бики, придатні для монтажу двоколійних мостів. Рухомого складу на дорозі було на 3243 пасажирських місця та 468 000 пудів вантажів, для їх пересування на дорозі було 16 товарно-пасажирських, 34 товарних і 2 станційні паротяги, вироблені на Берлінському заводі Шварцкопф (товарні та товарно-пасажирські) і на заводі товариства «Маннінг, Вардел і Ко» в Лідсі (станційні).

### Експлуатація
Разом з тим, перші два роки роботи дороги показали, що пасажиропотік на напрямі досить високий, тоді як потік вантажів був нижчим від запланованого. Основним вантажем на дорозі на той час було зерно. Зростанню вантажо-, та й пасажиропотоку перешкоджав факт, що дорога не мала прямого сполучення зі Санкт-Петербургом, проходячи за 42 версти на південь від нього. З цієї причини наприкінці 1871 року розпочато процес викупу Петергофської залізниці, дозвіл на угоду отримано в серпні 1872 року. При цьому ще 11 (23) лютого імператор затвердив новий статут товариства. До складу товариства Балтійської залізниці включалися викуплені ним лінії товариства Петергофської залізниці: Петербург — Петергоф — Оранієнбаум і Лігово — Красне Село. Також товариство зобов'язалося з'єднати Балтійську лінію та станцію Красне Село, щоб усунути роз'єднаність дороги Тосно — Балтійський порт і новопридбаної Петергофської лінії, а також отримати власний вихід на Петербург. Одночасно Балтійська залізниця була поділена на чотири ділянки: 1) від Тосно до Балтійського порту (одноколійна, 388 верст 192 сажні); 2) від Петербурга до Оранієнбаума (двоколійна, 38 верст 200 сажнів); 3) від Лігова до Красного Села (одноколійна, 12 верст 250 сажнів); 4) намічена до будівництва ділянка від Красного Села до Балтійської лінії (одноколійна, 22 версти 250 сажнів).
Рух по лінії Гатчина — Красне Село відкрито 12 (24) грудня 1872 року, причому гатчинський вокзал лінії був споруджений прямо перед палацом, на Кірасирському полі. Таким чином, відтоді від Петербурга до Гатчини вели дві паралельні дороги — через Красне Село (Балтійська) і через Олександрівську (С.-Петербурго-Варшавська залізниця, що належала Головному товариству Російських залізниць). Паровозний парк дороги до кінця 1873 року крім 52 паровозів, придбаних при будівництві, включав 11 паровозів 1850-х років з Петергофської дороги, які, через вік, погано справлялися з пасажирськими перевезеннями. Для усунення дисбалансу на Петергофську ділянку перекинули два товарно-пасажирські паровози з головного ходу дороги, також на дорогу часто орендували локомотиви з інших доріг.
21 грудня 1874 року (2 січня 1875 року) Олександр II затвердив додаткові статті до статуту товариства. Останнє зобов'язалося збудувати дорогу від станції Тапс до Дерпта, яка б утворила п'яту ділянку Балтійської залізниці. Рух цією ділянкою, протяжністю 105 верст 408 сажнів, відкрився 19 (31) грудня 1876 року. У липні 1882 року в Санкт-Петербурзі почала діяти перша в місті телефонна станція, одним із перших абонентів якої стало правління Балтійської дороги.
Найвище затвердженим становищем сполученої присутності Комітету міністрів і Департаменту державної економії Державної ради від 13 (25) березня 1893 року Балтійську залізницю викуплено в товариства і прийнято до скарбниці від 1 (13) квітня 1893 року. 26 травня (7 червня) її адміністративно об'єднали зі Псково-Ризькою залізницею з утворенням Балтійської та Псково-Ризької залізниці.
15 (28) листопада 1905 року відкрито правильний рух лінією Кегель — Гапсаль, протяжністю 73 версти 150 сажнів. На цей момент на об'єднаній Балтійській та Псково-Ризькій залізниці налічувалося 1006 верст колії, 674 постійних та 80 тимчасових службовців, 475 машиністів та кочегарів. Для дітей співробітників діяли 2-класні училища.
Балтійська та Псково-Ризьку залізницю скасовано 1 (14) січня 1907 року на підставі найвищого наказу 27 червня (10 липня) 1906 року. Лінії дороги увійшли до складу утворених при цьому Північно-Західних залізниць.

## Опис

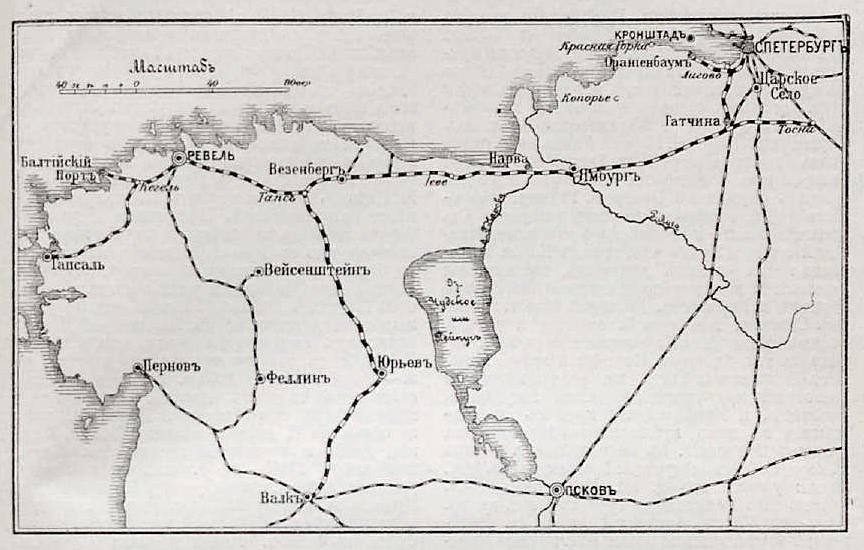
Малюнок зі статті БАЛТИЙСКАЯ линия Сев.-Зап. жел. дорог
(«Військова енциклопедія Ситіна»)

Залізниця мала стандартну російську колію (1520 мм) і на момент відкриття була побудована одноколійною, причому опори мостів через Нарву і через Лугу були виконані під два шляхи. Ці мости мали по два прольоти розміром по 72 м. Найбільший поздовжній нахил шляху був 8 ‰, ширина земляного полотна 5,47 м. Найбільша глибина виїмки, як і найбільша висота насипу, становили 11 м. Рейки були заввишки 11 см та масою 33 кг на погонний метр. На лінії була одна станція першого класу (в Ревелі), 3 — другого класу (Нарва, Везенберг та Гатчина), 5 — третього класу, 10 — четвертого класу та 2 станції п'ятого класу. На двох станціях не було водопостачання. Було споруджено 7 паровозних депо та 3 майстерні для ремонту рухомого складу, 238 дерев'яних сторожових будок та 26 дерев'яних казарм.
На момент входження до складу Північно-Західних залізничних станцій, головний хід, що рахувався від Петербурга до Балтійського Порту через Лігово та Гатчину налічував 391,5 верст шляху російської колії, з яких 44 версти до Гатчини були двоколійними, а решта 347,5 верст — одноколійними. Від Лігово йшла 24-верстна двоколійна лінія до Оранієнбаума, що з'єднувалась далі з одноколійною лінією Військового відомства на форт Красна Гірка. Від Гатчини йшла 47-верстна одноколійна лінія до Тосно, що з'єднувала Балтійську дорогу з Миколаївською. Від станції Тапс відходила 183-верстна одноколійна лінія через Юр'їв до станції Валк на Псково-Ризькій залізниці. Від станції Кегель до Гапсаля йшла одноколійна лінія на 72 версти.
Високо оцінювалося військове значення лінії: проходячи вздовж усього південного берега Фінської затоки, вона забезпечувала швидке підвезення військ у разі ворожого десанту на узбережжі. У той же час розташування лінії на ділянці від Нарви до Йихві (також Ї́хві/Йохві) поблизу берегової лінії (близько 2,5 верст), а далі до Ревеля на трохи відаленіше (не більше 10 верст) робило саму дорогу незахищеною від подібних десантних операцій. Гілка від Тосно до Гатчини дозволяла перекидати війська і запаси в обхід Петербурга, що серйозно скорочувало час транспортування і розвантажувало Петербурзький залізничний вузол, а лінія від Тапса до Валку об'єднувала можливий Ризький театр бойових дій з Естляндією і Санкт-Петербургом і дозволяла оперативно постачати західний кордон імперії, а також дублювала зв'язок Ревеля з Петербургом через Псков на випадок переривання головної лінії на прибережних ділянках.
|  |

|  |

|  |  |  |

|  |

|  |

|  |

|  |

|  |

|  |

|  |

|  |

|  |

|  |

|  |

|  |

|  |

| Тартумаа |
| Валгамаа |

|  |

|  |

|  |

|  |

|  |

|  |

|  |

|  |  |  |

|  |

|  |

|  |

|  |

|  |  |  |

|  |

|  |

|  |

|  |

|  |

|  |

|  |

|  |

|  |

|  |

|  |

|  |

|  |

| Тартумаа |
| Валгамаа |

|  |

|  |

|  |

|  |

|  |

|  |

|  |

|  |  |  |

|  |

|  |

|  |

|  |

|  |  |  |

|  |

|  |

|  |

|  |

|  |

|  |

|  |

|  |

|  |

|  |

|  |

|  |

|  |

| Тартумаа |
| Валгамаа |

|  |

|  |

|  |

|  |

|  |

|  |

|  |

|  |  |  |

|  |

|  |

|  |

|  |

|  |  |  |

|  |

|  |

|  |

|  |

|  |

|  |

|  |

|  |

|  |

|  |

|  |

|  |

|  |

| Тартумаа |
| Валгамаа |

|  |

|  |

|  |

|  |

|  |

|  |

|  |

|  |  |  |

|  |

|  |

## Архівні джерела
- РГИА. Ф. 295. Оп. 1 (Правление Общества Балтийской железной дороги). 1853 г. Дон. 1–945.
- Об усилении провозоспособности Балтийской ж. д., 1890—1892 гг. // РГИА. Ф. 268. Оп. 3. Д. 262.